# Tubeufiaceae
Tubeufiaceae es una familia de hongos en la clase Dothideomycetes.

## Géneros
- Acanthostigma
- Acanthophiobolus
- Acanthostigmella
- Allonecte
- Amphinectria
- Boerlagiomyces
- Byssocallis
- Chaetocrea
- Chaetosphaerulina
- Glaxoa
- Letendraeopsis
- Malacaria
- Melioliphila
- Paranectriella
- Podonectria
- Puttemansia
- Rebentischia
- Taphrophila
- Thaxteriella
- Thaxteriellopsis
- Thaxterina
- Tubeufia
- Uredinophila